# Катаревуса
Стаття з серії:

Грецька мова
- Прагрецька мова
- Мікенська мова
- Давньогрецька мова
- Койне
- Середньогрецька мова
- Новогрецька мова
  - Катаревуса
  - Димотика

Катаре́вуса, або кафаре́вуса (грец. καθαρεύουσα — очищена) — архаїчна еллінізована форма грецької мови, створена у XIX столітті за ініціативою Адамантіоса Кораїса (1748—1833). Він намагався знайти «золоту середину» в питанні, що гостро постало після здобуття Грецією незалежності: якій мові бути державною — старогрецькій чи новогрецькій, що формувалася як жива народно-розмовна мова (димотика).
Основою катаревуси є давньогрецьке койне; власне катаревусою ніхто ніколи не говорив — це штучна мова. Консервативні кола намагалися насаджувати її як «чисту» та «істинну» грецьку мову. Відтак у XIX столітті катаревуса стала офіційною літературною мовою. Нею було складено всі офіційні державні та церковні документи. Цей статус катаревуса зберігала до 1976 року, коли після встановлення демократії в країні державною мовою було проголошено димотику. Усі тогочасні грецькі письменники вважали престижним писати твори катаревусою, бо ніби писали їх справжньою давньогрецькою. Хоча різниця між ними насправді досить істотна.

## Сучасний вжиток
Лексикон катаревуси містить здебільшого архаїчні форми слів і зовсім позбавлений багатьох новітніх слів, що були запозичені з турецької, англійської та слов'янських мов. У порівнянні з сучасною димотикою граматика катаревуси складніша. Нині катаревуса залишається штучною формою грецької мови. Вона використовується лише церквою, а у грецькій столиці Афінах видається консервативний журнал «Естія» виключно катаревусою. Її вивчають студенти-філологи грецьких університетів як культурно-історичний феномен.
Катаревуса також значно вплинула на топоніміку: наприклад, у багатьох мовах, зокрема і в українській, вживається «Іракліон» замість «Іракліо», «Уранополіс» замість «Урануполі», зрештою «Афіни» у множині замість «Афіна».